# Kleiner Landgraben
Der Kleine Landgraben bei Altentreptow in Mecklenburg-Vorpommern liegt in einem Urstromtal, ist 16 km lang, hat zwei Fließrichtungen und Mündungen. Er wird von seitlichen Zuflüssen gespeist und hat im Scheitelbereich eine Pseudobifurkation. Seinen Namen trägt er, weil hier die Landesgrenze von Mecklenburg-Strelitz verlief.
Etwa die Hälfte des Gewässers fließt südwestwärts und mündet südlich von Altentreptow 8,9 m über NHN in die Tollense (53° 39' 45,4" N, 13° 16' 6,3" O). Beim anschließenden Viertel der Strecke ist die Fließrichtung unklar. Das nördlichste Viertel hat stärkeres Gefälle und vereinigt sich etwa 7 m über NHN mit dem Landgraben (53° 45' 6,5" N, 13° 25' 6,5" O) und dessen Parallelführung Mittelgraben zum Großen Landgraben, der bei der Burg Klempenow in die Tollense mündet.
Die Naturschutzgebiete Feuchtgebiet Waidmannslust, Landgrabenwiesen bei Werder und
Beseritzer Torfwiesen liegen im Tal des Kleinen Landgrabens.

## Nachweise
1. ↑  Geodatenviewer des Amtes für Geoinformation, Vermessungs- und Katasterwesen Mecklenburg-Vorpommern (Hinweise)